# 1,3-диполь
1,3-диполь (англ. 1,3-dipole) — молекулярна частинка, що звичайно є гетеродієном (часто гетероциклом) і становить нейтральну чотириелектронну триатомну π-систему (тріаду).
У рамках теорії валентних зв'язків може бути зображеною тільки за допомогою диполярних резонансних структур. Проте, як правило, не відзначається високим дипольним моментом (приміром, для дифенілдіазометану він становить 1,42 D).
Якщо центральним атомом тріади є гетероатом, то це 1,3-диполь з октетною стабілізацією (наприклад, азиди, озон), якщо атом C — 1,3-диполь без октетної стабілізації (наприклад, імінокарбени).
Може бути лінійною з подвійним зв'язком або зігнутою.

Структура азидів (лінійна)
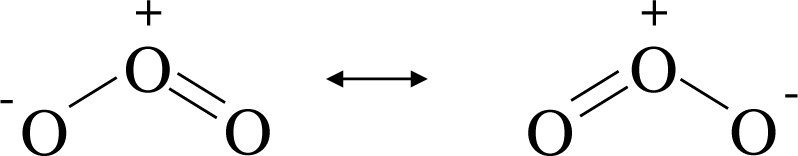
Структура озону (зігнута)